# Zettai Kareshi
Zettai Kareshi (jap. 絶対彼氏。Der absolut perfekte Freund) ist eine sechsbändige Manga-Reihe der japanischen Comiczeichnerin Yuu Watase aus dem Jahr 2003. Sie handelt von Beziehungen und der Vorstellung des perfekten Traummannes.

## Handlung
Die 16-jährige Riiko Izawa hatte noch nie einen Freund und ist unglücklich in ihren Klassenkameraden Ishizeki verliebt. Als sie ihm ihre Gefühle berichtet, gibt er ihr eiskalt einen Korb. Traurig macht sich Riiko auf den Weg nach Hause.
Als sie durch einen Park läuft, sieht sie ein Handy auf dem Boden liegen, das plötzlich zu klingeln anfängt. Sie nimmt ab und ein Mann meldet sich auf der anderen Seite der Leitung. Er will sich mit ihr treffen. Riiko denkt nicht lange nach und geht einfach kurz entschlossen zu dem vereinbarten Treffpunkt. Dort angekommen, trifft sie einen seltsam gekleideten jungen Mann, der sich ihr als Gaku Namikiri vorstellt. Da sie ihm sein Handy mitgebracht hat, bietet er ihr Einkäufe zu Sonderkonditionen bei seiner Firma „Kronos Heaven“ an. Er übergibt Riiko eine Disc, mit der sie auf die geheime Homepage der Firma gelangen soll.
Zu Hause versucht Riiko ihr Glück und landet auf einer Seite mit dem Titel Lover-Shop. Von der Neugier gepackt sieht sie sich um. Sie findet heraus, dass diese dort angebotenen Lover sogenannte „Figures“ sind, also eine Art Roboter, die man sich nach seinen eigenen Wünschen programmieren lassen kann. Als sie dann auch noch entdeckt, dass man einen solchen „Freund aus dem Versandhandel“ für drei Tage lang kostenlos testen kann, ist sie hin und weg und bestellt kurzerhand einen. Am nächsten Tag wird die Ware auch schon geliefert. Er stellt sich als attraktiver Traumtyp heraus, ganz so wie sie es sich gewünscht hat. Nach einigen Erlebnissen und drei anstrengenden Tagen für Riiko und Night, wie sie ihren Freund spontan genannt hat, ist der Tag gekommen, an dem Night wieder zurückgegeben werden soll.
Gaku Namikiri gratuliert ihr jedoch zum Kauf von Night und bittet sie höflich um die Zahlung. Diese beträgt 100 Millionen Yen. Riiko ist geschockt, da sie Night nur testen wollte und nicht weiß, wie sie so viel Geld auftreiben soll.
Unter der Bedingung, die Daten ihrer Beziehung an Kronos zu übermitteln, darf sie Night weiterhin kostenlos behalten. Dann aber gesteht ihr Nachbar und guter Freund Riiko seine Liebe.

## Veröffentlichungen
Zettai Kareshi ist in Japan mit sechs Bänden abgeschlossen. Die deutsche Ausgabe erscheint bei EMA. Inzwischen sind alle sechs Bände erschienen.

## Verfilmung
Der Manga wurde als Dorama verfilmt und vom 15. April bis 24. Juni 2008 auf dem Sender Fuji TV ausgestrahlt. Die Handlung wurde in ein Unternehmen verlegt und zahlreiche andere Änderungen zum Manga durchgeführt. Die eigentliche Handlung um Nights und Rikos Beziehung ist aber geblieben.